# Lola B02/50
La Lola B02/50 è una vettura sportiva monoposto a ruote scoperte costruita nel 2002 dalla Lola Racing Cars.

## Storia
La vettura venne ideata come unica vettura ammessa nell'International Formula 3000 a partire dalla stagione 2002, in sostituzione della Lola B99/50. Venne impiegata nelle ultime tre stagioni di quel campionato, poi di fatto sostituito dalla GP2 Series.
Successivamente, dal 2006, è stata introdotta nel campionato Euroseries 3000. Venne impiegata in via esclusiva fino al 2008, per poi essere affiancata con la più moderna Lola B05/52, utilizzata precedentemente nell'A1 Grand Prix. Dal 2010 non viene più utilizzata ed è stata definitivamente sostituita dal nuovo telaio. Venne impiegata anche nella 3000 Pro Series nel 2005 e 2006.

## Specifiche tecniche

### Telaio
Il telaio è ideato e costruito dalla Lola Racing Cars, in fibra di carbonio.

### Motore
Il motore è prodotto dalla Zytek Engineering. Con una cilindrata di 2.997 cm³ con struttura V8, è capace di produrre una potenza misurata in 470 cv.
- Configurazione: 90° V8
- Cilindrata: 2.997 cc
- Valvole: 32
- Gestione del motore: Zytek
- Iniezione: Zytek
- Candele: NGK Spark Plug
- Coppia motrice massima: 6900 rpm (380 N·m)
- Massima potenza: 470 cv

### Altri dati
La vettura ha un passo di 3000 mm e una larghezza di 1476 mm (anteriore) e 1411 mm (posteriore). Il peso totale è di 545 chili.

### Sospensioni e cambio
Le sospensioni anteriori e posteriori sono pushrod, e sono a doppi triangoli sovrapposti. Il cambio è Lola/Hewland a 6 rapporti.

## La B02/50 nei media
- In ambito videoludico, la B02/50 compare nel simulatore di guida Race 07.